# 30 janvier en sport
30 décembre 30 février
Chronologies thématiques
- Croisades
- Ferroviaires
- Disney

Le 30 janvier (30e jour de l'année) en sport.

## Événements

### XIXesiècle
- 1883 :
  - (Cricket) : 3e des quatre test matches de la tournée australienne de l’équipe anglaise de cricket. L’Angleterre bat l’Australie par 69 runs. L’Angleterre remporte la série des Ashes 2-1 ; le 4e test match ne fait pas partie de la série.

### XXesièclede1951à2000
- 1981 :
  - (Rallye automobile) : arrivée du Rallye de Monte-Carlo.

### XXIesiècle
- 2003 :
  - (Lutte Sumo) : le Mongol Akinori Asashoryu devient le premier représentant de son pays et seulement le troisième non-japonais à obtenir le titre suprême de Yokozuna.
- 2011 :
  - (Handball) : l'équipe de France remporte à Malmö son quatrième titre mondial en défaisant le Danemark 37 à 35.
- 2016 :
  - (Patinage artistique /Championnats d'Europe) : à Bratislava en Slovaquie, les danseurs français Gabriella Papadakis et Guillaume Cizeron ont largement dominé le libre et deviennent champions d'Europe. Les Russes Tatiana Volosozhar et Maksim Trankov s'imposent en couples.
  - (Tennis /Grand Chelem) : à Melbourne, l'Allemande Angelique Kerber remporte l'Open d'Australie, son premier Grand Chelem en renversant l'Américaine Serena Williams numéro 1 mondiale au terme d'un match haletant, en (6-4, 3-6, 6-4, et 2h08).
- 2018 :
  - (Futsal /Euro) : début de la 11e édition du championnat d'Europe de futsal qui se déroule en Slovénie jusqu'au 10 février 2018.
- 2022 :
  - (Tennis /Grand Chelem) : à Melbourne, l'Espagnol Rafael Nadal remporte l'Open d'Australie en battant en finale le Russe Daniil Medvedev 2-6, 6-75, 6-4, 6-4, 7-5 en 5 h 24 min,  c'est son 21e tournoi du Grand Chelem, un record[1].

## Naissances

### XIXesiècle
- 1852 :
  - Hubert Heron, footballeur anglais. (4 sélections en équipe d'Angleterre). († 5 juin 1914).
- 1878 :
  - Herbert Potts, footballeur anglais. († ? 1939).
- 1886 :
  - Claud O'Donnell, joueur de rugby à XV et de rugby à XIII australien. (2 sélections avec l'Équipe d'Australie de rugby à XV et 4 avec celle de rugby à XIII). († 4 août 1953).
- 1888 :
  - Eberhardt Illmer, footballeur allemand. (1 sélection en équipe d'Allemagne). († 26 décembre 1955).
- 1890 :
  - Marcel Burgun, joueur de rugby à XV français. (11 sélections en équipe de France). († 2 septembre 1916).

### XXesièclede1901à1950
- 1901 :
  - Rudolf Caracciola, pilote de courses automobile allemand puis suisse. Champion d'Europe des pilotes 1935, 1937 et 1938. († 28 septembre 1959).
- 1911 :
  - René Duverger, haltérophile français. Champion olympique des -67,5kg aux jeux de Los Angeles 1932. Champion d'Europe d'haltérophilie des -67,5kg 1934. († 16 août 1983).
- 1912 :
  - Eileen Wearne, athlète de sprint australienne. († 6 juillet 2007).
- 1917 :
  - Paul Frère, pilote de F1 et de courses automobile d'endurance puis journaliste belge. Vainqueur des 24 Heures du Mans 1960. († 23 février 2008).
- 1921 :
  - Telmo Zarraonandia, footballeur espagnol. (20 sélections en équipe d'Espagne). († 23 février 2006).
- 1943 :
  - Davey Johnson, joueur de baseball puis dirigeant sportif américain.
- 1949 :
  - Jacques Alméras, pilote de courses automobile d'endurance et de rallyes français.

### XXesièclede1951à2000
- 1955 :
  - Curtis Strange, golfeur américain. Vainqueur des US Open 1988 et 1989.
  - Mychal Thompson, basketteur bahaméen.
- 1956 :
  - Keiichi Tsuchiya, pilote de courses automobile japonais.
- 1957 :
  - Payne Stewart, golfeur américain. Vainqueur de l'USPGA 1989 et des US Open 1991 et 1999 puis des Ryder Cup 1991, 1993 et 1999. († 25 octobre 1999).
- 1960 :
  - Eddie Jones, joueur de rugby à XV puis entraîneur australien. Sélectionneur de l'équipe d'Australie de 2001 à 2005, victorieuse du Tri-nations 2001, de l'équipe du Japon de 2012 à 2015 et de l'équipe d'Angleterre depuis 2015. Vainqueur du Tri-nations 2001 puis des Tournois des Six Nations 2016, 2017 et 2020.
- 1966 :
  - Danielle Goyette, hockeyeuse sur glace puis entraîneuse canadienne. Médaillée d'argent aux Jeux de Nagano 1998 puis championne olympique aux Jeux de Salt Lake City 2002 et aux Jeux de Turin 2006. Championne du monde de hockey sur glace 1992, 1994, 1997, 1999, 2000, 2001, 2004 et 2007.
- 1967 :
  - Paul Maurice hockeyeur sur glace puis entraîneur canadien.
- 1972 :
  - Chris Simon, hockeyeur sur glace canadien. († 19 mars 2024).
- 1973 :
  - Jalen Rose, basketteur puis consultant TV américain.
  - Sharone Wright, basketteur puis entraîneur américain.
- 1975 :
  - Magnus Bäckstedt, cycliste sur route suédois. Vainqueur de Paris-Roubaix 2004.
  - Juninho, footballeur brésilien. Vainqueur de la Copa Libertadores 1998. (43 sélections en équipe du Brésil).
- 1976 :
  - Christian Brocchi, footballeur italien. Vainqueur de la Ligue des champions 2003 et 2007. (1 sélection en équipe d'Italie).
- 1979 :
  - Julien Schell, pilote de courses automobile français.
- 1980 :
  - Cédric Varrault, footballeur français.
- 1981 :
  - Dimitar Berbatov, footballeur bulgare. (79 sélections en équipe de Bulgarie).
  - Peter Crouch, footballeur anglais. (42 sélections en équipe d'Angleterre).
  - Vincent Duhagon, volleyeur français. (1 sélection en équipe de France).
  - Mathias Lauda, pilote de courses automobile d'endurance autrichien.
- 1982 :
  - Andreas Görlitz, footballeur allemand. (2 sélections en équipe d'Allemagne).
  - Gilles Yapi-Yapo, footballeur ivoirien. (46 sélections en équipe de Côte d'Ivoire).
- 1983 :
  - Ben Maher, cavalier de sauts d'obstacles britannique. Champion olympique par équipes aux Jeux de Londres 2012, en individuel aux Jeux de Tokyo 2020 puis par équipes aux Jeux de Paris 2024. Champion d'Europe de saut d'obstacles par équipes 2013
  - Steve Morabito, cycliste sur route suisse.
- 1984 :
  - Chaz Johnson, hockeyeur sur glace canadien.
- 1985 :
  - Gisela Dulko, joueuse de tennis argentine.
  - Torrey Mitchell, hockeyeur sur glace canadien.
  - Richie Porte, cycliste sur route australien. Vainqueur du Tour de Catalogne 2015 et du Tour de Romandie 2017.
- 1986 :
  - Lucas Biglia, footballeur argentino-italien. (58 sélections avec l'équipe d'Argentine).
  - Jordan Pacheco, joueur de baseball américain.
  - Jonathan Martins Pereira, footballeur franco-portugais.
- 1987 :
  - Drake Reed, basketteur américain.
  - Arda Turan, footballeur turc. Vainqueur de la Ligue Europa 2012. (100 sélections en équipe de Turquie).
- 1988 :
  - Quentin Caleyron, cycliste de BMX français.
  - Ramūnas Navardauskas, cycliste sur route lituanien.
- 1989 :
  - Giacomo Nizzolo, cycliste sur route italien.
  - Franck Tabanou, footballeur français.
- 1990 :
  - William Barthau, joueur de rugby à XIII français. (18 sélections en équipe de France).
  - Birkan Batuk, basketteur turc. (100 sélections en équipe de Turquie).
  - Romain Heinrich, bobeur français.
  - Maxime Sauvé, hockeyeur sur glace franco-canadien.
- 1991 :
  - Jordan Aboudou, basketteur français.
- 1992 :
  - Keith Hornsby, basketteur américain.
  - Ryan Spooner, hockeyeur sur glace canadien.
- 1994 :
  - Filip Peliwo, joueur de tennis canadien.
- 1995 :
  - Jack Laugher, plongeur britannique. Champion olympique du tremplin à 3m synchronisé et médaillé d'argent de l'individuel à 3m aux Jeux de Rio 2016 puis médaillé de bronze du tremplin à 3m aux Jeux de Tokyo 2020. Champion d'Europe de plongeon du tremplin à 3m synchronisé 2016 puis du plongeon individuel à 1 m et à 3 m 2018.
- 1996 :
  - Floriane Gnafoua, athlète de sprint française.
  - Xiao Ruoteng, gymnaste artistique chinois. Champion du monde de gymnastique artistique du concours général individuel 2017 puis du cheval d'arçons et du concours général par équipe 2018.
- 2000 :
  - Vinaya Habosi, joueur de rugby à XV fidjien. (11 sélections en équipe des Fidji).

### XXIesiècle
- 2001 :
  - Matthäus Taferner, footballeur autrichien.
- 2003 :
  - Saba Khvadagiani, footballeur géorgien. (1 sélection en équipe de Géorgie).
- 2006 :
  - Michał Gurgul, footballeur polonais.

## Décès

### XXesièclede1901à1950
- 1923 :
  - Arthur Kinnaird, 75 ans, footballeur écossais. (1 sélection en équipe d'Écosse). (° 16 février 1847).

### XXesièclede1951à2000
- 1969 :
  - Mikinosuke Kawaishi, 71 ans, judoka japonais. Pionnier de la discipline en France. (° 1899).
- 1974 :
  - Jimmy Hogan, 91 ans, footballeur puis entraîneur anglais. Sélectionneur de l'équipe des Pays-Bas en 1910 et de l'équipe de Suisse en 1924. (° 16 octobre 1882).
- 1986 :
  - Gusztáv Sebes, 80 ans, footballeur puis entraîneur hongrois. (1 sélection en équipe de Hongrie). Sélectionneur de l'équipe de Hongrie de 1949 à 1957, championne olympique aux Jeux d’Helsinki 1952. (° 22 janvier 1906).
- 1994 :
  - Claude Nigon, 65 ans, épéiste français. Médaillé de bronze par équipes aux Jeux de Melbourne 1956. (° 28 février 1928).

### XXIesiècle
- 2009 :
  - Ingemar Johansson, 76 ans, boxeur suédois. Médaillé d'argent des +81 kg aux Jeux d'Helsinki 1952. Champion du monde poids lourds de boxe de 1959 à 1960. (° 22 septembre 1932).
- 2018 :
  - Clyde Scott, 93 ans, athlète de haies américain. Médaillé d'argent du 110m haies aux Jeux de Londres 1948. (° 29 août 1924).